# Eidalcamenes lobipennis
Eidalcamenes lobipennis is een rechtvleugelig insect uit de familie Romaleidae. De wetenschappelijke naam van deze soort is voor het eerst geldig gepubliceerd in 1911 door Bruner.